# ドラマシティー (2時間ドラマ番組)
『ドラマシティー』は、1992年4月2日から1993年3月25日まで、読売テレビを制作局として、日本テレビ系列局（ただし、当時フジテレビ系列とのクロスネット局のテレビ大分・テレビ宮崎・鹿児島テレビの3局は除く）で編成されていた長時間ドラマの放送枠。編成時間は毎週木曜 21:00 - 22:52 (JST) 。
開始当初から1992年12月までは『ドラマシティー'92』が正式名称であったが、1993年に入ってからは『ドラマシティー'93』に改められた。

## 概要
1980年から12年間にわたって放送された『木曜ゴールデンドラマ』のホームドラマ・ミステリードラマ形式から一転して、当時の大きな業績を持った俳優たちを起用したエンターテインメント風ドラマ形式が採られており、主に20代 - 30代の若年層を狙った長時間ドラマとなった。また、前番組と同様に解説放送は一度も行われなかった。
視聴率は1992年秋に入る頃には10%を下回ることも多くなり、こういったことも受けて「視聴者のライフスタイルの変化から2時間じっくりドラマを観る人が減って来たことと、2時間枠に耐え得る良質のソフトが出て来なくなったという現状」を鑑みて本枠の終了を決めたとしている。
本放送枠終了後の日本テレビ系木曜21時台と22時台は13年ぶりに分割され、それまでのようなドラマ枠ではなく、21時台と22時台のそれぞれにバラエティ枠が編成された。後に21時台はドラマ枠になるが、1年半で月曜22時台に移動し、現在は、それぞれの枠にバラエティが構成されている。

## 放映リスト

### 1992年
- 4月9日：愛は仁義 浅野ゆう子、山口智子、仙道敦子、風間トオル、唐沢寿明、丹波哲郎
- 4月16日：ふんだりけったり 明石家さんま、萬田久子、美保純、浅田美代子
- 4月23日：俺のベイビー! 陣内孝則、国生さゆり
- 4月30日：生きている心臓 大原麗子、菅井きん、勝野洋
- 5月7日：恋人たちのターミナル 西田ひかる、観月ありさ、大沢健、団優太
- 5月14日：悪霊の午後 古手川祐子、鹿賀丈史、風吹ジュン、宝田絢子
- 5月21日：ほほえみで抱きしめたい 富田靖子、渡部篤郎、長塚京三、中村雅俊
- 5月28日：東京パーキング・ウオーズ 小堺一機、かたせ梨乃、原田大二郎、大河内浩
- 6月4日：エクレア気分 高木美保、阿部寛、朝丘雪路、柳生博
- 6月11日：Mの悲劇 十朱幸代
- 6月18日：超不思議物語（3話オムニバス）
  - 懐かしい人々 萬田久子、秋篠美帆
  - 私が愛した魔女 薬丸裕英、コービーディドゥル
  - すると俺は 山下真司、井上彩名
- 7月2日：北海道へいらっしゃい 荻野目洋子、加勢大周
- 7月9日：シングルハート 南果歩、伊原剛志、宇梶剛士
- 7月16日：こんな娘たちには負けられぬ 伊東四朗、大空眞弓、相原勇、小野みゆき
- 7月23日：移り気本気 岸本加世子、世良公則、香坂みゆき、渡辺正行
- 7月30日：性的黙示録 真田広之、樋口可南子
- 8月20日：わたしの欲しい結婚 松下由樹、田中健 、倉田てつを、岡まゆみ、勝俣州和
- 8月27日：アイシテイルと描いてみた 中山美穂、長谷川真弓 、乃木涼介、中村あずさ
- 9月3日：ベイビー&ベイビー結婚狂騒曲 田村英里子、中村繁之、黒田福美、根津甚八 、北村総一朗
- 9月10日:いまも友だちいますか（札幌テレビ制作） 国生さゆり、布施博
- 9月17日：先生でいたい 沢口靖子、小川範子、久我美子、宮下直紀
- 9月24日：汚点～替え玉入試事件 藤田朋子、夏樹陽子、船越英一郎、森且行
- 10月1日：危険なパーティー 賀来千香子、橋爪功、すまけい、小柳ルミ子
- 10月15日：非行少年たち 光GENJI、高橋かおり、加賀まりこ、花沢徳衛
- 10月22日：女が愛を裁くとき 十朱幸代、北村総一朗、赤木春恵、藤田朋子
- 10月29日：復讐の配当 風間トオル、小川知子 、七瀬なつみ、仙道敦子
- 11月5日：本気でオンリーユー 間寛平、床嶋佳子、宅麻伸、西岡徳馬
- 11月12日：愛を知らない女たち 池上季実子、白竜、室井滋、柴俊夫
- 11月19日：家族さがし 麻生祐未、佐野史郎、渡辺真知子、菅井きん
- 11月26日：無口なユーレイ 中村あずさ、朝井翔、岩崎良美、田村奈巳
- 12月3日：いのちの絆 浜木綿子、坂上香織、相川恵里、山本陽一
- 12月10日：雀色時 浅丘ルリ子、役所広司、赤井英和、洞口依子、津川雅彦
- 12月17日：東京CARDウォーズ正しく使えば恐くない 小堺一機、かたせ梨乃、安達祐実、寺田農
- 12月24日：好きだと言ってくれたなら 酒井法子、黒田アーサー、石橋保

### 1993年
- 1月7日：モナリザは二度微笑む 山田邦子、渡嘉敷勝男、薬丸裕英、村井国夫、秋本奈緒美
- 1月14日：花嫁の憂うつ 千堂あきほ、石野真子、布川敏和、竹内力
- 1月21日：形のない家族 香山美子、高橋悦史、湯江健幸、浜田万葉
- 1月28日：愛よ眠らないで（福岡放送制作） 大原麗子、藤岡琢也、中居正広、大和田伸也、南田洋子、堂本光一
- 2月4日：ふられ上手 南野陽子、林隆三、市毛良枝、沢向要士
- 2月11日：さまよえる脳髄 東ちづる、山下真司、柴俊夫、飯島直子
- 2月18日：おっと（夫）あぶない!外伝 渡辺徹、山口智子、中条静夫、中原ひとみ、山下容莉枝、松澤一之
- 2月25日：東京夢の島ウォーズ かたせ梨乃、小堺一機、稲川淳二、細川ふみえ
- 3月4日：あの頃のあなたへ
- 3月11日：代紋TAKE2 的場浩司、藤谷美和子、西岡徳馬
- 3月18日：赤いハネムーン 星遥子、布川敏和
- 3月25日：ラブストーリーは終らない 斉藤由貴、別所哲也、内藤剛志、黒田福美